# Semiothisa subminata
Semiothisa subminata är en fjärilsart som beskrevs av Alpheus Spring Packard 1876. Semiothisa subminata ingår i släktet Semiothisa och familjen mätare. Inga underarter finns listade i Catalogue of Life.